# 2011 ve sportu
Toto je přehled sportovních událostí konaných v roce 2011.

## Alpské lyžování

### Svět
- Mistrovství světa v alpském lyžování 2011
- Světový pohár v alpském lyžování 2010/2011

## Cyklistika

### Silniční cyklistika
- Mistrovství světa v silniční cyklistice 2011

#### Grand Tour
- Giro d'Italia 2011
- Tour de France 2011
- Vuelta a España 2011

### Cyklokros
- Mistrovství světa v cyklokrosu 2011
- Mistrovství České republiky v cyklokrosu 2011

## Dostihy

### Česko
- 9. říjen – Josef Váňa vyhrál s koněm Tiumen Velkou Pardubickou.

## Florbal
- Mistrovství světa ve florbale žen 2011 –  Švédsko
- Mistrovství světa ve florbale mužů do 19 let 2011 –  Finsko
- Pohár mistrů 2011 – Muži:  SSV Helsinki, Ženy:  IF Djurgådens IBF
- Fortuna extraliga 2010/2011 – Tatran Omlux Střešovice
- Česká florbalová extraliga žen 2010/2011 – Herbadent SJM Praha 11

## Fotbal

### Evropa
- Kvalifikace na Mistrovství Evropy ve fotbale 2012
- Liga mistrů UEFA 2010/2011 – vítěz: FC Barcelona
- Evropská liga UEFA 2010/2011 – vítěz: FC Porto

### Česko
- Gambrinus liga 2010/2011 – vítěz: FC Viktoria Plzeň
- 2. fotbalová liga 2010/2011 – vítěz: FK Dukla Praha
- Ondrášovka Cup 2010/2011 – vítěz: FK Mladá Boleslav
- Český Superpohár 2011 – vítěz: FC Viktoria Plzeň

## Házená
- Mistrovství světa v házené mužů 2011
- Mistrovství světa v házené žen 2011

## Krasobruslení
- Mistrovství Evropy v krasobruslení 2011
- Mistrovství světa v krasobruslení 2011

## Lední hokej

### Svět
- Mistrovství světa v ledním hokeji 2011 (na Slovensku) – vítěz: Finsko
- Mistrovství světa juniorů v ledním hokeji 2011 – vítěz: Rusko

### Evropa
- Euro Hockey Tour 2010/2011 – vítěz: Rusko
- Kontinentální hokejová liga 2010/2011 (Rusko a další) – vítěz: Salavat Julajev Ufa
- Elitserien 2010/2011 – vítěz: Färjestad BK
- Slovenská extraliga ledního hokeje 2010/2011 – vítěz: HC Košice
- Erste Bank Eishockey Liga 2010/2011 – vítěz: EC Red Bull Salzburg

#### Česko
- Česká hokejová extraliga 2010/2011 – vítěz: HC Oceláři Třinec
- Česká hokejová extraliga 2011/2012
- 1. česká hokejová liga 2010/2011 – vítěz: HC Slovan Ústečtí Lvi
- 1. česká hokejová liga 2011/2012

### Severní Amerika
- NHL 2010/2011 – vítěz: Boston Bruins

## Rugby
MS 2011 finále Nový Zéland - Francie 8:7  3.místo Austrálie - Wales 21:18

## Sportovní lezení

### Svět
- Mistrovství světa ve sportovním lezení 2011
- Rock Master 2011
- Světový pohár ve sportovním lezení 2011
- Mistrovství světa juniorů ve sportovním lezení 2011
- Mistrovství světa v ledolezení 2011
- Světový pohár v ledolezení 2011

### Evropa
- Evropský pohár juniorů ve sportovním lezení 2011

### Česko
- MČR v soutěžním lezení 2011
- Český pohár v soutěžním lezení 2011
- Petrohradské padání 2011
- Mejcup 2011

## Tenis

### Grand Slam
- Australian Open 2011 (juniorskou soutěž ve čtyřhře i ve dvouhře vyhrál Jiří Veselý)
- French Open 2011 (Andrea Hlaváčková a Lucie Hradecká zvítězily v ženské čtyřhře)
- Wimbledon 2011 (Petra Kvitová získala titul ve dvouhře, Květa Peschkeová zvítězila ve čtyřhře, Iveta Benešová zvítězila ve smíšené čtyřhře)
- US Open 2011

### Týmové soutěže
- Davis Cup 2011
- 6. listopadu Ve finále Fed Cupu v Moskvě udolal Český ženský tenisový tým domácí Rusky 3:2 a po dlouhých třiadvaceti letech dobyly nejprestižnější týmovou trofej pro tenistky na světě. Tým tvořily Petra Kvitová, Květa Peschkeová, Lucie Šafářová, Lucie Hradecká, Barbora Záhlavová-Strýcová a Iveta Benešová)
- Hopman Cup 2011
- Světový pohár družstev 2011
- Galeův pohár (soutěž vyhrála prostějovská dorostenecká trojice Jiří Veselý, Adam Pavlásek a Marek Jaloviec)

### Profesionální okruhy
- ATP World Tour 2011
  - Turnaj mistrů 2011 – závěrečný turnaj
- WTA Tour 2011
  - Turnaj mistryň 2011 – závěrečný turnaj (vítězka dvouhry: Petra Kvitová)
  - Commonwealth Bank Tournament of Champions 2011 – závěrečný turnaj

## Čeští mistři světa pro rok 2011
- Jiří Ježek (cyklistika handicapovaných, stíhací závod)
- Miroslava Knapková (veslování-skif)
- Jaroslav Kulhavý (horská kola)
- Petra Kvitová (tenis, dvouhra)
- Květa Peschkeová (tenis, čtyřhra)
- Michal Prokop (cyklistika, MTB)
- Martina Sáblíková (rychlobruslení, trať 5000 metrů)
- Zdeněk Štybar (cyklokros)